# Prießnitz (Elbe)
Die Prießnitz ist ein rechter Nebenfluss der Elbe in Sachsen. Bis auf ein kurzes Stück an ihrem Oberlauf liegt die 25,4 km lange Prießnitz im Gebiet der Stadt Dresden, in deren Gemarkungen sie entspringt und auch in die Elbe mündet. Ein großer Teil des Flusslaufs liegt im Landschaftsschutzgebiet Dresdner Heide, nur etwa 500 Meter sind kurz vor der Mündung im innerstädtischen Siedlungsbereich verrohrt.

## Verlauf

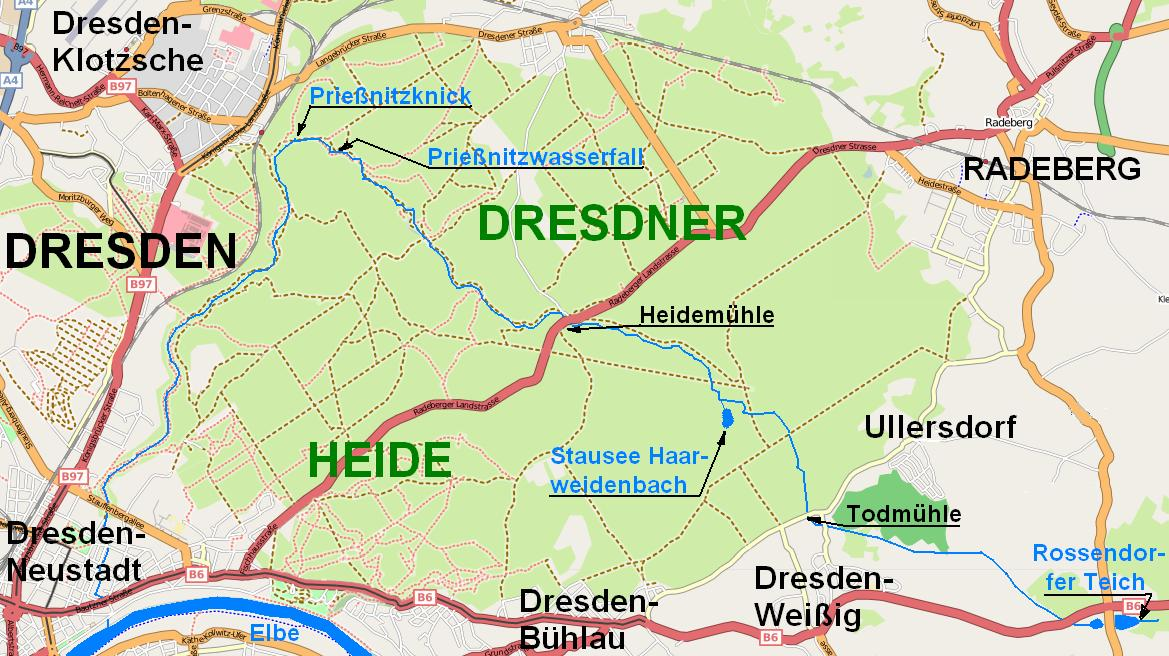
Verlauf der Prießnitz

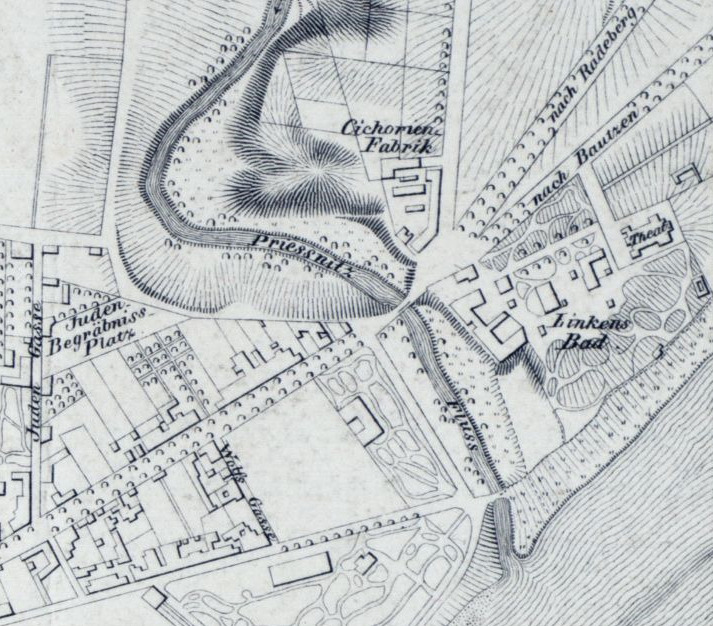
Mündung der Prießnitz im Stadtplan Dresdens von 1828 mit eingezeichnetem Jüdischem Friedhof, der Cichorien-Fabrik und dem Ausflugslokal Lincke’sches Bad

Die Prießnitz entspringt in einer Höhe von 281 m ü. NN in der Nachbarschaft des Forschungszentrums auf den Fluren Rossendorfs, eines Teils der Ortschaft Schönfeld-Weißig im äußersten Osten Dresdens, und fließt zunächst auf mehr als der ersten Hälfte ihres Verlaufs innerhalb des Radeberger Landes grob nach Nordwesten, also parallel zur Elbe. Unmittelbar nach der Quelle speist sie den Rossendorfer Teich, um anschließend kurz auf dem Gebiet von Ullersdorf zu verlaufen. Auf den folgenden drei Kilometern bildet sie die Stadtgrenze zu Radeberg und tritt an der Todmühle bei Weißig auf 240 m ü. NN endgültig auf das Dresdner Stadtgebiet über. Nun durchfließt die Prießnitz die zum Stadtbezirk Loschwitz gehörige Dresdner Heide und passiert auf ihrem Weg die Heidemühle. Von hier an wird der Fluss auf seinem weiteren Verlauf durch die Heide von einem befestigten Waldweg begleitet, der Prießnitztalstraße.
Im Nordwesten des Waldgebietes, kurz vor Klotzsche, wendet sie sich auf 159 m ü. NN scharf nach Süden und strebt von hieran der Elbe zu. Dabei bildet ein längerer Abschnitt ihres Tals die Ostgrenze des Industriegeländes, das bereits zum Stadtbezirk Neustadt beziehungsweise zur gleichnamigen Gemarkung gehört. Vorbei am Kasernengelände der Offizierschule des Heeres und dem Militärhistorischen Museum in der Albertstadt, erreicht die Prießnitz das dicht bebaute neustädtische Gebiet, das sie auf den letzten beiden Kilometern ihres Verlaufs durchfließt. 
Zunächst folgt sie der Straße An der Prießnitz, um dann kurz nach links abzuknicken und unter dem westlichen Teilstück der Jägerstraße in einem Tunnel zu verlaufen. Ab dem Kraszewski-Museum fließt sie wieder grob in Richtung Süden parallel zur Prießnitzstraße und bildet hier die Grenze zwischen der Radeberger Vorstadt und der Äußeren Neustadt. Nachdem die Prießnitz die Halbinsel, auf der sich die Straße Prießnitzaue befindet, umflossen hat, erreicht sie an der Bautzner Straße gegenüber der Diakonissenhauskirche ihren zweiten unterirdischen Kanalabschnitt. Die Mündung der Prießnitz in die Elbe befindet sich, kurz nachdem sie wieder an die Oberfläche tritt, am Diakonissenkrankenhaus auf 105 m ü. NN. Damit überwindet sie auf einer Länge von ca. 25 Kilometern einen Höhenunterschied von 175 Metern.

## Geomorphologie

### Präglaziale Urprießnitz
Einer Theorie von Geologen der Bergakademie Freiberg zufolge floss die Elbe vor dem am Ende der Kreidezeit liegenden zeitlichen Beginn der Entstehung der Lausitzer Verwerfung über Dresden-Klotzsche und Ottendorf-Okrilla, wo es ergiebige Lagerstätten fluvialer Elbsande gibt, weiter nach Norden. Etwa am heutigen Prießnitzknick östlich von Klotzsche muss demnach die Einmündung der Urprießnitz in diesen präglazialen Senftenberger Elbelauf gelegen haben.

### Postglaziale Prießnitz

#### Talformen
Zunächst fließt die heutige Prießnitz in einem flachen Muldental. Dieses wird im oberen Teil ihres Verlaufs von Hempelsberg und Hutberg begrenzt. Auch in der Dresdner Heide ändert sich der Zustand vorerst nicht. Knapp unterhalb der Breiten Furt bildet die Prießnitz jedoch ein anfangs noch recht enges, aber rasch an Tiefe gewinnendes Kerbtal, den Prießnitzgrund. An der Heidemühle beginnt sie dann erneut zu mäandrieren, weshalb nun Prall- und Gleithänge gut ausgebildet sind. Hier ist das Tal erst 15 Meter tief. In der Gegend um Klotzsche erreicht der Prießnitzgrund eine Tiefe von 30 Metern, am Ausgang aus der Lausitzer Platte sogar 40 Meter. Im Bereich der Albertstadt wird das Tal schnell wieder flacher und breiter. Hier wird die Heidesandterrasse verlassen und das Elbtal erreicht. Die Prießnitz nähert sich nun in einer flachen Senke der Elbe.

#### Untergrund

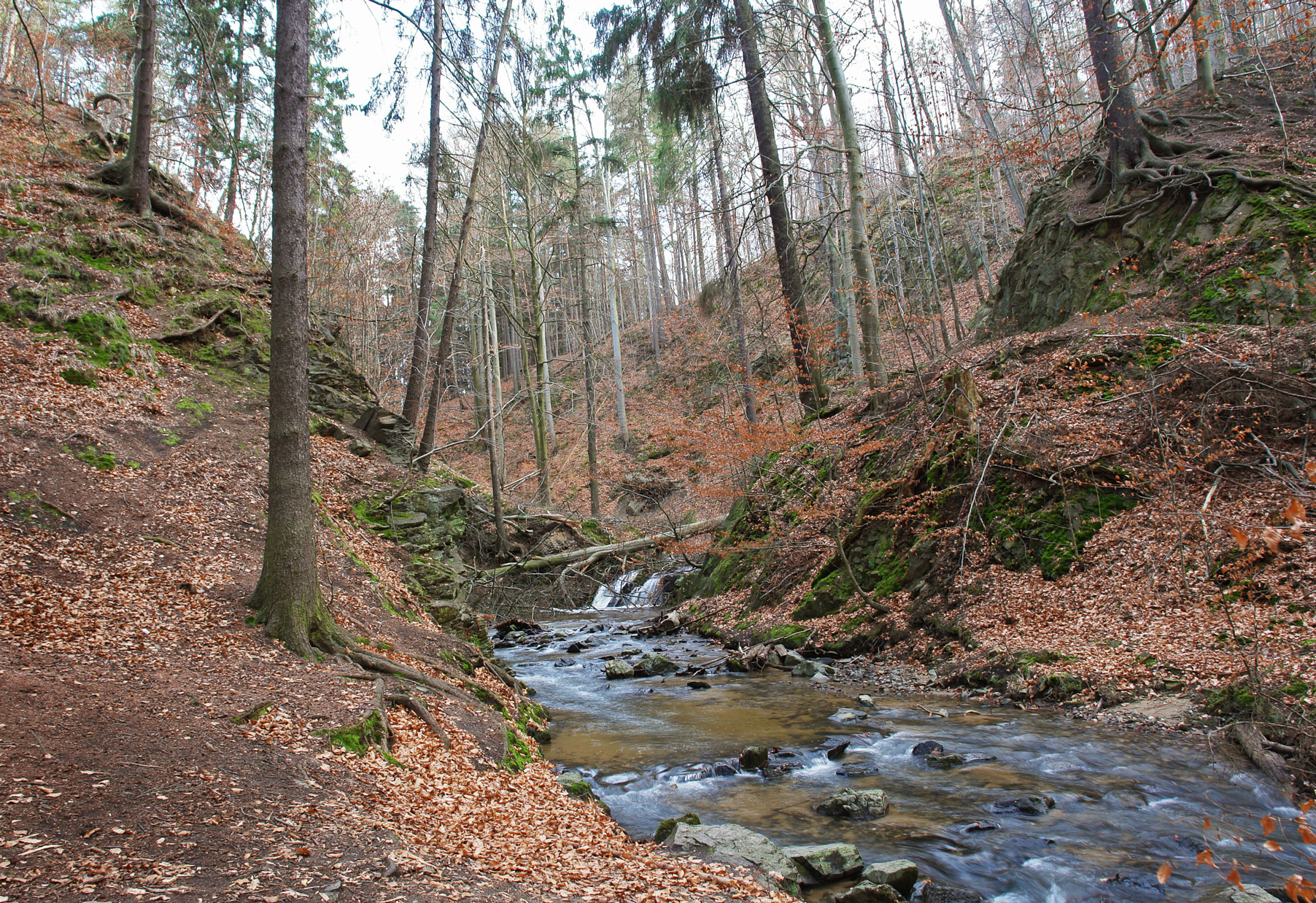
Der Wasserfall der Prießnitz bei Klotzsche und die Granodiorit-Felsen im Zuge der Lausitzer Störung

Bestimmend für den aktuellen Lauf der Prießnitz ist die Aufschüttung des Schwemmfächers der Dresdner Heide durch die Schmelzwässer südlich des Gletscherrandes der Elster-Eiszeit. In dessen Sandboden grub sie sich im gesamten Heidegebiet ein. Der darunter befindliche Lausitzer Granodiorit tritt im Bett der Prießnitz bei Klotzsche kurz zu Tage und lässt an einer Störungslinie den kleinen Prießnitz-Wasserfall entstehen. Etwa 8 Kilometer oberhalb ihrer Mündung quert sie die Lausitzer Verwerfung und verlässt damit ihren bisherigen Untergrund, die Lausitzer Platte, um in den Elbtalkessel einzutreten. Zunächst durchläuft die Prießnitz aber noch mit der Mittelterrasse einen schmalen Streifen zwischen beiden, weshalb der Prießnitzgrund nach wie vor durch sandige Hänge gekennzeichnet ist. Im Elbtalkessel selbst bewegt sie sich auf ihren eigenen bzw. fluviatilen Ablagerungen der Elbe.

#### Flussanzapfung und Entstehung des Prießnitzwasserfalls
Der merkwürdige Verlauf der heutigen Prießnitz geht wahrscheinlich auf den seltenen geomorphologischen Vorgang der Flussanzapfung zurück. Der nach Nordwesten gerichtete, auf der Lausitzer Granitplatte liegende Oberlauf fand wohl vor mehreren 10.000 Jahren etwa im jetzigen Promnitztal seine Fortsetzung und war somit der Großen Röder tributär. Als Fluss der Hochfläche hatte der Oberlauf ein nur mäßiges Gefälle und geringe Erosionskraft. Wesentlich kräftiger arbeitete sich hingegen der heutige Prießnitzunterlauf, welcher schon damals der nahen, tiefliegenden Elbe zustrebte, in den Sandboden ein. Auf Grund der rückwärtigen Erosion schnitt er schließlich am heutigen Prießnitzknick östlich von Klotzsche den hoch gelegenen Röderzufluss seitwärts an und leitete diesen nach Süden zur Elbe hin um. Daraufhin erhöhten sich auch Gefälle und Erosion des Oberlaufs, der sich folglich ein gleichmäßiges Tal schuf, bis er auf die im Abschnitt Untergrund beschriebene Granodioritstörung traf und sie freilegte. Deshalb verlangsamte sich die Erosion im Oberlauf erneut, im Unterlauf ging sie allerdings weiter ungehindert vonstatten. An deren Schnittstelle an der Störung entstand auf Grund dieser Vorgänge eine in der Vergangenheit bis zu mehrere Meter hohe Stufe, die heute als Prießnitz-Wasserfall bekannt ist.

#### Entstehung des Neustädter Schwemmkegels
Die langen Erosionsprozesse bewirkten, dass die Prießnitz große Mengen Material ins Elbtal eintrug. Dieses lagerte sich vorwiegend am rechten Ufer der Elbe unterhalb der Prießnitzmündung ab. So entstand nach und nach der Schwemmkegel in Form des Elbbogens um die Neustadt, auf dem sorbische Siedler im Mittelalter den späteren Ort Altendresden gründeten. So gesehen waren die Aktivitäten der Prießnitz mitentscheidend für die Anlage der Stadt Dresden.

## Natur des Prießnitzgrundes

### Böden
In den Kerbsohlentälern der Prießnitz und ihrer Nebengewässer im Nordosten befinden sich feuchte, da grundwassernahe Auenböden, die reich an Humus und Schwemmmaterial sind. In den Altarmen der Prießnitz entwickeln sich torfhaltige sehr nährstoffreiche Moorböden, die teilweise durch den Versickerungsprozess auf den Sandböden oberhalb der Täler stark unter Quelldruck stehen.

### Flora
Im Tal der Prießnitz befindet sich in allen Waldschichten eine sehr umfangreiche und wechselhafte Vegetation, die auch im Verlauf des Tals wechselt. In der Nähe des Wasserfalls, wo das Tal keine wesentliche Sohle hat, wachsen Schluchtwälder an südexponierten Hängen, die am Ufer ansetzen. Dort vertreten ist neben den Fichten auch der Bergahorn. Dieser ist sonst vor allem in bis zu hochmontanen Lagen der Mittelgebirge in Deutschland vertreten. Ursprünglich waren auch Tannen weit verbreitet.
Dort, wo eine Sohle mit teilweise moorartigen Gebieten neben dem Fluss gebildet wurde, findet man Schwarzerle, Hänge-Birke, Esche, Erle, Roteiche und am Rand der Sohle am Übergang zu den umliegenden Waldgesellschaften Rotbuche, Kiefer, Bergahorn und Fichte in der Baum- und Strauchschicht. Durch moorartige Quellflächen und die Gewässer ist die Baumschicht teilweise unterbrochen und so wachsen dort auch lichtbedürftige Arten wie die Espe an exponierten Stellen.
Als besonders artenreich erweist sich auch die dortige Krautschicht mit geschützten Arten wie Sumpfdotterblume, Rundblättrigem Sonnentau, Sumpf-Schwertlilie, Wasserfeder und weiteren. Sonnige Stellen in Hang- oder Sohlenlage begünstigen das Vorkommen des Großen Springkrauts. In den Nebentälern enthält die Krautschicht auch sonst eher montanere Pflanzenarten wie Hain-Gilbweiderich oder Berg-Ehrenpreis.

### Fauna

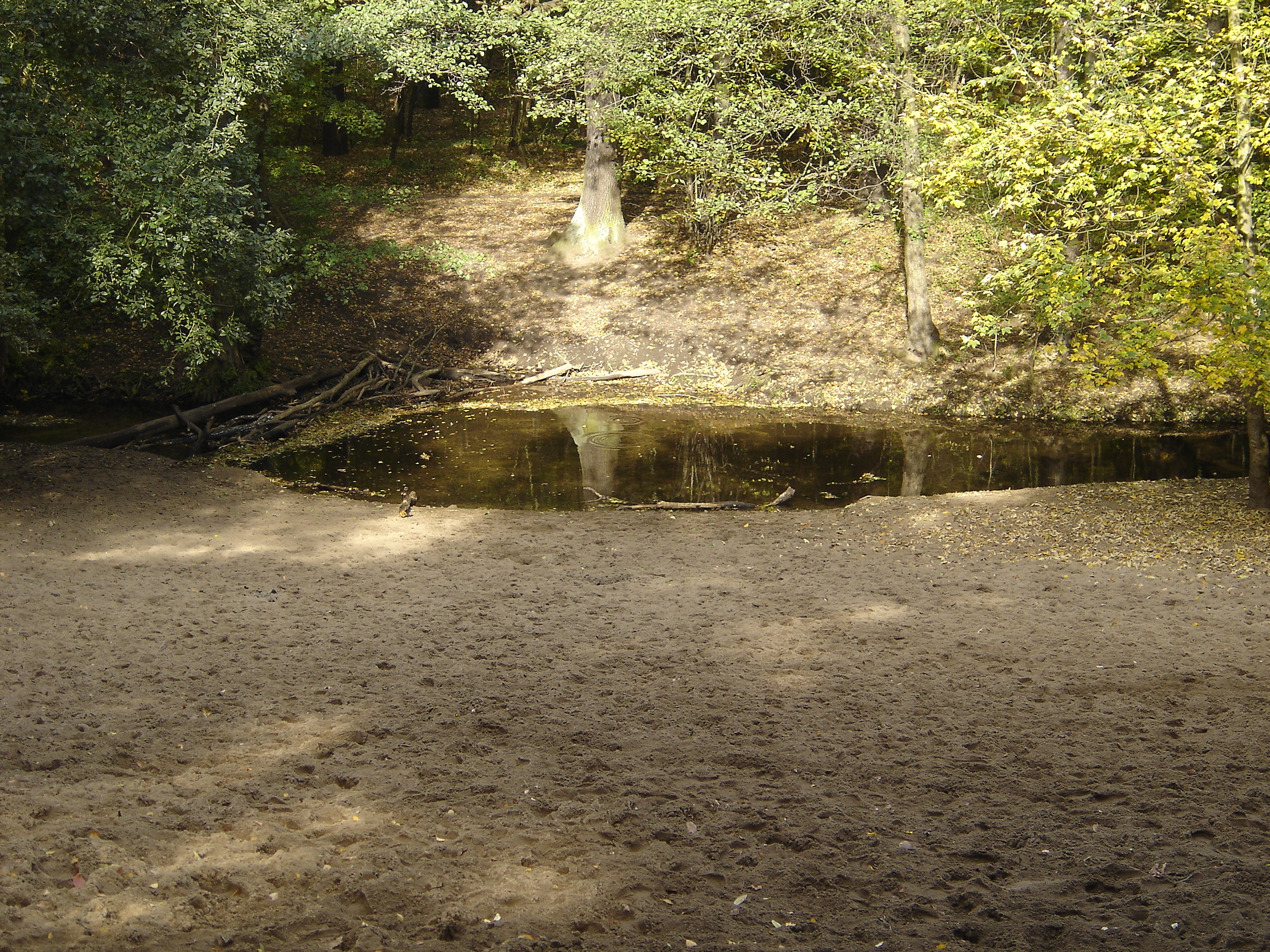
Künstliche Aufstauung als Maßnahme der Fließverlangsamung im FFH Prießnitzgrund

In der Prießnitz, die vom DAV als Angelgewässer genutzt wird, finden sich als Teil der Ichthyofauna Bachforellen sowie die stark gefährdeten Fischarten Bachneunauge und Groppe. Niedere heimische Wassertiere sind Flohkrebse (Amphipoda) und Strudelwürmer (Turbellaria). Auch Vögel haben ihren Lebensraum am oder im Fluss. So sind Stockenten, Gebirgsstelzen, Eisvögel, Gimpel und Zaunkönige anzutreffen. Seltener ist die Wasseramsel und der Graureiher.

### Schutz
Die Prießnitz durchfließt auf einer Länge von mehr als 15 Kilometern das seit 1969 bestehende Landschaftsschutzgebiet Dresdner Heide. Mehrere Einzelabschnitte des Flusses innerhalb der Heide stehen ebenfalls unter Schutz. Dabei handelt es sich um die Dresdner Naturdenkmäler Altarme der Prießnitz (ND 4) und Prießnitz-Wasserfall und Uferhänge (ND 6, seit 1967). Am Dorfwasser, einem rechten Zufluss der Prießnitz, ist das Flächennaturdenkmal Ullersdorfer Dorfwasser (ND 3) ausgewiesen.
Der Prießnitzgrund mit seinen besonderen Standorten ist als europäisches Fauna-Flora-Habitat-Gebiet (FFH) ausgewiesen. Dieses Gebiet durchläuft die gesamte Dresdner Heide von Osten her im Bogen des Flussverlaufes bis zum Prießnitztalviadukt (vormals Carolabrücke) der Stauffenbergallee im Südwesten. Es erfasst den Fluss, die Talsohle und die unterschiedlich ausgeprägten Hänge und Teile der Nebentäler. Schutzziele sind dort der Erhalt naturnaher Fließgewässerabschnitte, der Bruchwälder, Torfmoor-Schlenken und Staudenfluren sowie die Bewahrung der Habitate für gefährdete Arten der Fauna. Speziell auf den Fluss bezogen gehen dafür Maßnahmen der naturnahen Ufergestaltung, Verlangsamung und Durchlässigkeit einher. Im Umfeld werden monokulturelle Forstgebiete naturnaher umgestaltet. Die Grünlandbereiche müssen durch eine extensive Bewirtschaftung erhalten werden (jährlich alternierende stückweise Mahd als Gegenmaßnahme gegen Verstaudung). Bezogen auf die Naherholungsfunktion der Dresdner Heide wird eine Vermeidung der weiteren Freizeitnutzung des Gebietes als Schutzmaßnahme genannt.

## Wasserführung

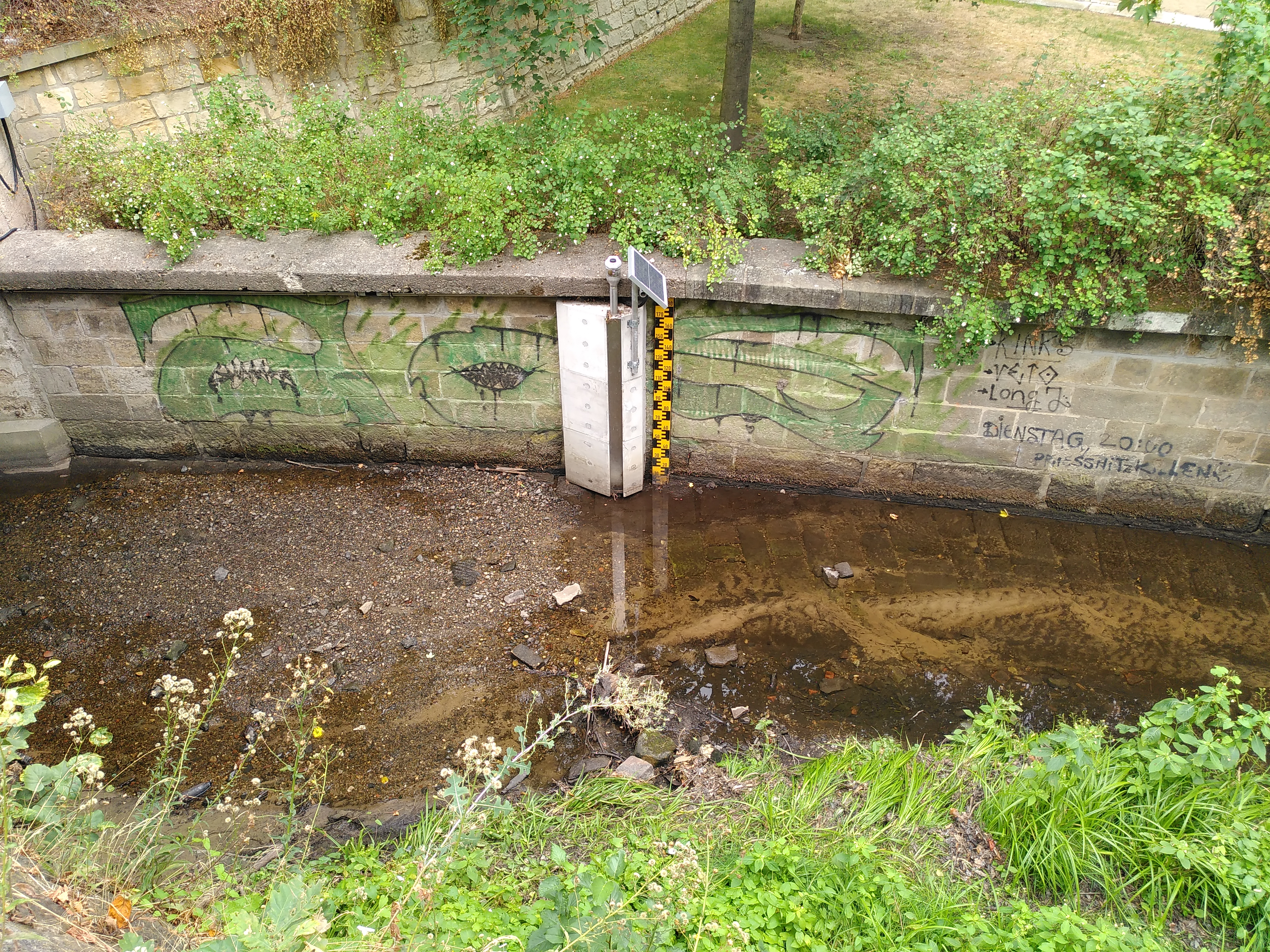
Ein Pegel der Prießnitz in der Dresdner Neustadt an der Kreuzung Prießnitzstraße zur Jägerstraße

Die normale Wasserführung der Prießnitz beträgt selbst in Trockenperioden an ihrem Unterlauf noch etwas mehr als 30 Liter pro Sekunde. Dies hängt mit dem konstanten Eintrag ihrer Zuflüsse zusammen. Beachtet werden muss hierbei, dass ein Teil des Wassers im sandigen Untergrund versickert. Die Prießnitz ist ferner der einzige Heidefluss, der weder in diesem Waldgebiet entspringt, noch in seinem Bereich in ein anderes Gewässer mündet. Außerdem ist sie mit Abstand das wasserreichste und längste Gewässer, das den Wald durchfließt. Beide Punkte bedingen einander. So ist die Prießnitz ob ihrer im Vergleich zu anderen Heidebächen recht großen Abflussstärke in der Hinsicht eine absolute Ausnahme, als dass ihr Wasser nicht komplett im Heidesand versickern kann.
Trotzdem kommt es infolge von Starkregenereignissen immer wieder zu Hochwassern, bei denen der Fluss durchaus mehr als zehn, in Extremfällen über 20 Kubikmeter Wasser pro Sekunde führen kann. Schwere Schäden im Prießnitzgrund sind aus den Jahren 1854, 1876, 1897 und 1926 bekannt. Besonders in Erinnerung ist das Hochwasser im August 2002, bei dem Teile der Neustadt überflutet wurden, was teilweise auch durch den Rückstau des auf den hohen Elbpegel treffenden Prießnitzwassers bedingt war.
In den Sommern der Jahre 2015, 2018 und 2020 ist die Prießnitz jeweils durch anhaltende Trockenperioden in einigen Teilen ihres Verlaufes trocken gefallen.
Hier grafisch dargestellt, die durchschnittliche monatliche Durchströmung der Prießnitz, gemessen an der hydrologischen Station Klotzsche, bei knapp 80 % des Einzugsgebietes (in m³/s über die Jahre 1968–2010).

## Zuflüsse
Die Prießnitz hat etwa 35 kleinere Zuflüsse. Einige dieser Gewässer führen nur zeitweise Wasser oder erreichen die Prießnitz sehr selten, da sie in der Regel schon vorher im wasserdurchlässigen Heidesand versickern. Die folgende Liste enthält eine Auswahl.

### Nebengewässer von rechts

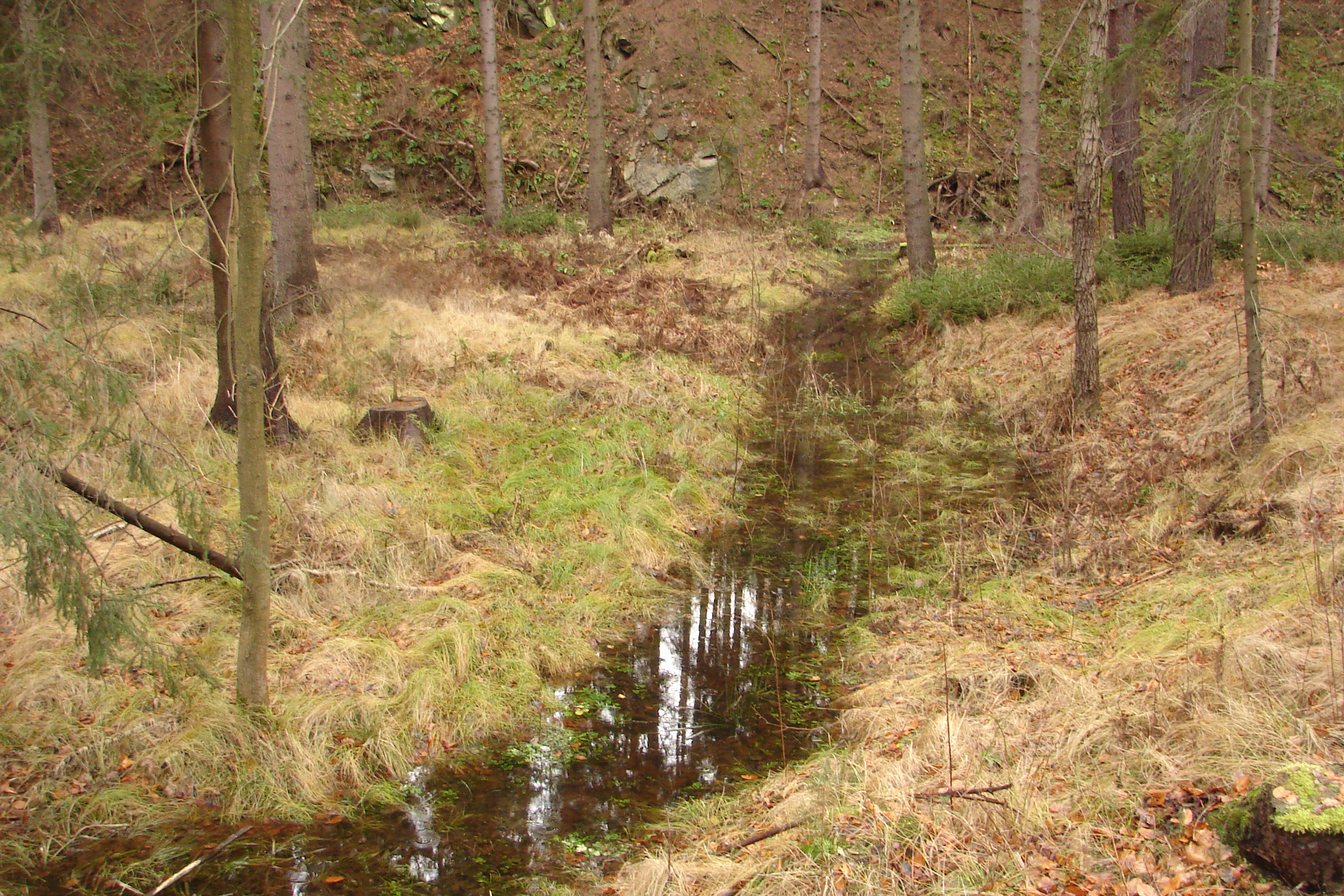
Ein Prießnitzaltarm

- Kleinerkmannsdorfer Wasser
- Dorfwasser
- Schwarzwasser mit Brillebach
- Metzenbornflüsschen
- Höllenborn
- Steingründchenwasser
- Schwarzes-Bild-Wasser
- Mehlflüsschen
- Nesselgrundbach
- Kretzschelgrundbach

### Nebengewässer von links
- Weißiger Dorfbach
- Haarweidenbach
- Augustusborn
- Dreibörnerbach
- Böses-Loch-Wasser
- Saugartenbach
- Kaltenborn
- Schwedenschluchtbach
- Melzerquelle
- Puschquelle
- Sandschluchtbach
- Kellerflüsschen
- Lindigtflüsschen

## Geschichte

### Name
Der Name Prießnitz leitet sich ab vom sorbischen brěza für „Birke“ und der Endung -nica, die in der Regel für Bäche und Flüsse angewandt wird. Sinngemäß übersetzt handelt es sich bei Brěznica also um den „Birkenbach“. Der Fluss wurde 1441 als Breßynicz und 1527 als Brißenitz erwähnt.
Siehe auch Namen mit ähnlichem Ursprung:
Briesnitz, Brießnitz, Briese, Briesen, Priesen, Großpriesen

### Besiedlung
Das Gebiet an der Prießnitz war bereits in der Jungstein- und Bronzezeit besiedelt, wie verschiedene Funde bestätigen. Der sorbische Einfluss in ihrem Einzugsgebiet blieb insgesamt recht gering, da es erst im 12. Jahrhundert im Zuge der Deutschen Ostsiedlung teilweise gerodet wurde. Obwohl die Prießnitz seit einer Eingemeindungswelle 1999 fast in ihrem gesamten Verlauf eigentlich auf großstädtischem Dresdner Territorium liegt, durchläuft sie bis auf ihren innenstädtischen Abschnitt kurz vor der Mündung entweder nur schwach oder gar nicht besiedelte Gebiete.

### Frühere Nutzung
Genutzt wurde das Prießnitzwasser wohl schon im späten Mittelalter, um Mühlen anzutreiben. Im Jahre 1671 wurde im Prießnitzgrund nahe Klotzsche eine heute verschwundene Schneidemühle erwähnt, deren genauer Standort jedoch nicht mehr lokalisierbar ist. Weitere Mühlen sind die Ullersdorfer Todmühle sowie die beiden nacheinander existierenden Heidemühlen. Außerdem suchte man im Prießnitzgrund während des 17. und 18. Jahrhunderts nach Edelmetallen. An diese Bergbauaktivitäten erinnert das zugemauerte Mundloch eines ehemaligen Silberstollens nahe dem Klotzscher Waldbad. Um 1770 wurde in der Prießnitz sogar eine Goldwäsche betrieben. Lange Zeit züchtete man hier auch Fische, so zum Beispiel an der Heidemühle. Ferner wurde dem Prießnitzwasser eine heilende Wirkung zugeschrieben, weshalb es mehrere in Flussnähe angelegte Bäder speiste. Dies betraf das seit 1831 betriebene Prießnitzbad in der Neustadt, das Waldbad Klotzsche und das Bad an der Heidemühle.

### Historische Brücken

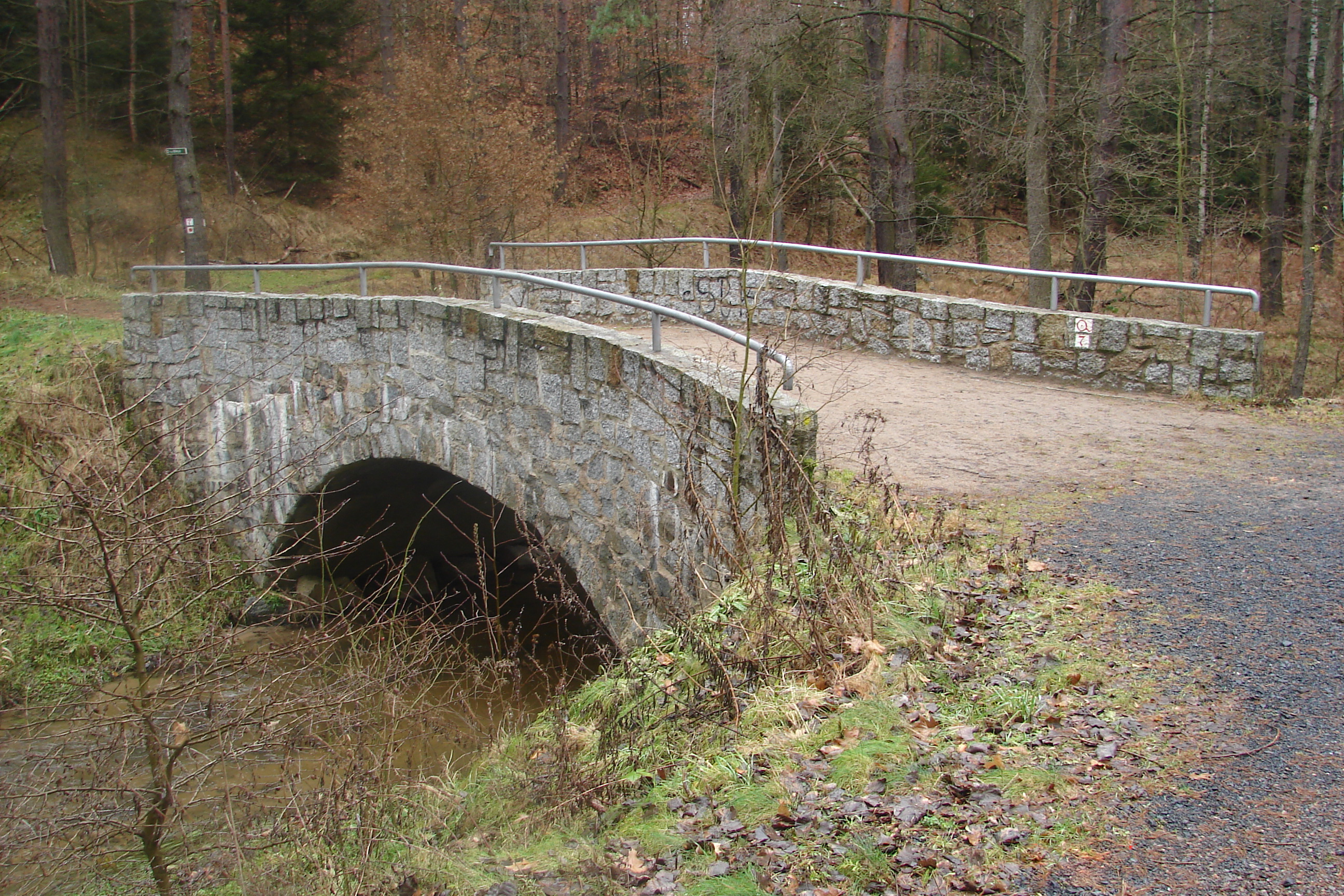
Die Kuhschwanzbrücke über die Prießnitz

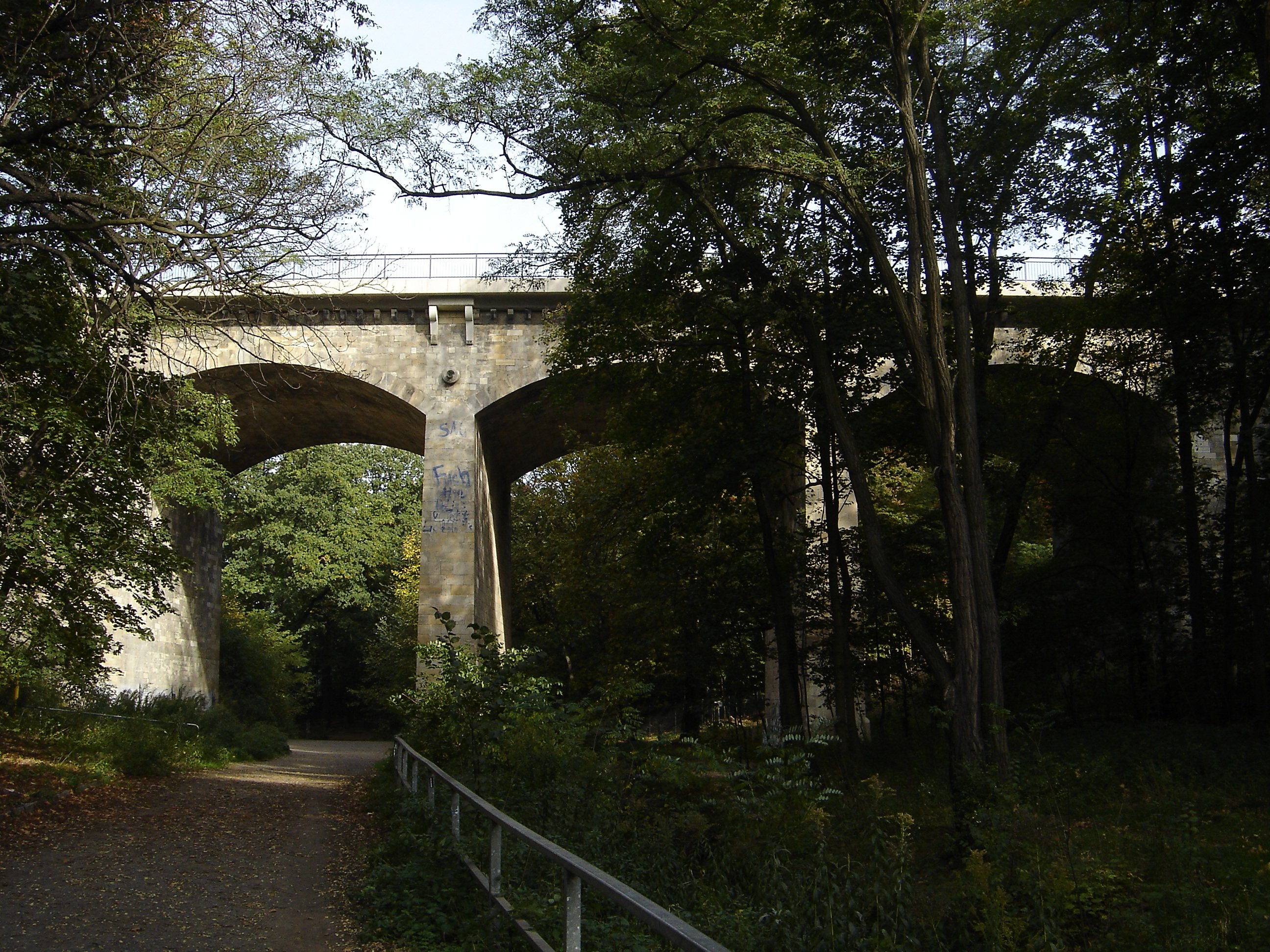
Das Prießnitztalviadukt über den Prießnitzgrund

Bekannt ist der Prießnitzverlauf durch die Dresdner Heide auch für seine vielen historischen, teils aus dem 16. Jahrhundert stammenden Steinbrücken. Dazu zählen im oberen Abschnitt beispielsweise die Todbrücke an der Ullersdorfer Straße, die Große Hengstbrücke im Zuge der Radeberger Landstraße, Kuhschwanz-, Schweden- und Kannenhenkelbrücke, Obere und Untere Wettinbrücke sowie die Andersbrücke. In seinem unteren Heideabschnitt wird das Gewässer von der Klotzscher Todbrücke, der Kutten-, Keller- und der Küchenbrücke überquert.

### Entwicklung im Stadtgebiet
Im Zuge der Stauffenbergallee überspannt das 23 m hohe und 75 m lange Prießnitztalviadukt (vormals Carolabrücke) den gesamten Prießnitzgrund. Diese Bogenbrücke wurde ab 1873 für die große Heerstraße der Albertstadt errichtet. Seit dieser Zeit befanden sich in diesem Bereich außerdem Pulvermagazine und Bunker, die mit dem angrenzenden, neu errichteten Kasernenkomplex in Zusammenhang standen und nach 1918 wieder verschwanden. In ihrem Neustädter Teil wurde die Prießnitz im Laufe der Jahre teilweise unter die Erde verbannt und überbaut.